# Copiapó (provins)
Provincia de Copiapó är en provins i Chile.   Den ligger i regionen Región de Atacama, i den centrala delen av landet, 600 km norr om huvudstaden Santiago de Chile. Antalet invånare är 183 973. Arean är 32 539 kvadratkilometer.
Terrängen i Provincia de Copiapó är mycket bergig.
Provincia de Copiapó delas in i:
- Copiapó
- Caldera
- Tierra Amarilla

Trakten runt Provincia de Copiapó är ofruktbar med lite eller ingen växtlighet. Trakten runt Provincia de Copiapó är nära nog obefolkad, med mindre än två invånare per kvadratkilometer.